# 도이칸베쓰역
도이칸베쓰역(일본어: 問寒別駅)은 일본 홋카이도 데시오 군 호로노베정에 위치한 홋카이도 여객철도 소야 본선의 철도역이다. 역 번호는 W66이며, 단선 승강장 1면 1선의 구조를 갖춘 지상역이다.

## 이용 현황
- 1981년 - 74
- 1992년 - 60

## 역 주변
- 데시오강

## 역사
- 1923년 11월 10일 : 국유 철도 데시오 선 본피라 역 - 이 역간 연신 개통에 수반해 개업. 일반역.
- 1924년 6월 25일 : 선로명을 데시오미나미 선으로 개칭, 그것에 수반해 이 선의 역이 된다.
- 1925년 7월 20일 : 이 역 - 호로노베 역간 연신 개통에 수반해 중간역이 된다.
- 1926년 9월 25일 : 데시오미나미 선과 데시오키타 선을 통합해 선로명을 데시오 선으로 개칭, 그것에 수반해 이 선의 역이 된다.
- 1930년
  - 4월 1일 : 데시오 선을 소야 본선으로 편입, 그것에 수반해 이 선의 역이 된다.
  - 9월 10일 : 쇼쿠민 궤도 도이칸베쓰 선 도이칸베쓰에키마에 역 - 가미토이칸베쓰 역간 개통에 수반해 이 선의 도이칸베쓰에키마에 역 개업.
- 1971년 6월 1일 : 호로노베 정영 궤도 전선 폐지.
- 1982년 11월 15일 : 화물 취급 폐지.
- 1984년
  - 2월 1일 : 소화물 취급 폐지.
  - 11월 10일 : CTC 도입에 수반하는 합리화에 의해 무인화.
- 1987년 4월 1일 : 일본국유철도 분할 민영화에 의해, 홋카이도 여객철도에 승계.
- 1980년대 후반 - 1990년대 전반 : 역사 개축, 화차 역사로 한다.

## 인접 역
| 소야 본선                          | 소야 본선   | 소야 본선                |
| ---------------------------------- | ----------- | ------------------------ |
| W64 데시오나카가와 아사히카와 방면 | ■ 소야 본선 | 누카난 W67 왓카나이 방면 |